# Халиченко Олександра Василівна
Олександра Василівна Халиченко (1911, Сумська область — 1989) — електрозварниця Уралвагонзаводу, місто Нижній Тагіл Свердловської області.

## Життєпис
Народилася в 1911 році в селі Юнаківка Сумського району Сумської області України в селянській родині. Українка. Трудовий шлях розпочала в 1929 році з професії домробітниці та чернорабочей.
У 1933 році прийшла працювати на Харківський паровозобудівний завод. Освоїла професію зварювальниці. За участь у виробництві перших танків Т-34 нагороджена орденом Трудового Червоного Прапора.
В 1941 році у складі першого ешелону евакуювалася в місто Нижній Тагіл, на Уралвагонзавод. Досконало оволоділа професією зварювальниці: за 30 хвилин зварювала корпус танка, причому її технологічна операція була найбільш трудомісткою і складною в цеху. За роки війни заварила 60 000 погонних метрів швів.
Як досвідчений майстер була переведена в інструктори по зварюванню. Навчила своєї професії безліч молодих робітників, особливо в післявоєнні роки.
Указом Президії Верховної Ради СРСР від 7 березня 1960 року в ознаменування 50-річчя Міжнародного жіночого дня, за видатні досягнення у праці і особливо плідну громадську діяльність Халиченко Олександрі Василівні присвоєно звання Героя Соціалістичної Праці з врученням ордена Леніна і золотої медалі «Серп і Молот».
Працювала на заводі до виходу на пенсію в 1963 році. Неодноразово обиралася депутатом районної та міської Рад трудящих.
Жила в місті Нижній Тагіл. Померла у 1989 році.
Нагороджена орденами Леніна, Трудового Червоного Прапора, медалями.